# Товариство фізиків Республіки Македонії
Товариство фізиків Республіки Македонії (мак. Друштво на физичарите на Република Македонија, Drushtvo na Fizicharite na Republika Makedonija) — науково-освітня організація,створена в 1949 році в столиці Македонії — місті Скоп'є. Штаб-квартира організації розташована в будівлі університету Святих Кирила і Мефодія: в приміщенні інституту фізики на факультеті природничих наук і математики.